# Claudio Pilutti
Claudio Pilutti (Castellamonte, 28 aprile 1968) è un ex cestista italiano.

## Carriera

Pilutti nel 1987-88 alla Cuki Mestre

Maturato negli anni ottanta con il Basket Mestre, Pilutti ebbe una lunga carriera da cestista di serie A. Dotato di buone doti di tiro, viene ricordato soprattutto per la difesa, per la grinta che metteva in ogni sfida e per la sua partita d'esordio. Quella volta, appena entrato, schiacciò in faccia a Joe Bryant, padre della futura stella NBA Kobe Bryant. Fu, per alcuni anni, capitano della Pallacanestro Trieste (1994 - 1997), con cui conquistò un terzo posto in campionato, una Coppa Italia juniores, e una finale di Coppa Korac. Poi passò alla Fortitudo Bologna, squadra in cui militò dal 1995 al 2001, con una piccola parentesi alla Pallacanestro Cantù nel 1998. Della Fortitudo fu anche capitano per diverse stagioni e nel 2000 fece parte della squadra che vinse lo scudetto contro la Benetton Treviso. Dal 2002 iniziò il peregrinaggio delle leghe minori, a partire dal Progresso Castel Maggiore, passando per la Virtus 1934 Bologna, il Gandino Basket, e infine il Castiglione Murri. Il suo percorso si interruppe nel dicembre del 2008 per via di un grave infortunio al ginocchio.
Chiuse la carriera avendo collezionato 487 presenze e 3957 punti in Serie A.

## Palmarès
- Campionato italiano: 1

Fortitudo Bologna: 1999-2000
- Supercoppa italiana: 1

Fortitudo Bologna: 1998